# Орнасьє-Бальбен
Орнасьє-Бальбен (фр. Ornacieux-Balbins) — муніципалітет у Франції, у регіоні Овернь-Рона-Альпи, департамент Ізер. Орнасьє-Бальбен утворено 1 січня 2019 року шляхом злиття муніципалітетів Бальбен i Орнасьє. Адміністративним центром муніципалітету є Орнасьє. Населення — 868 осіб (01.01.2021).